# TV kalendar
TV kalendar je dnevna povijesno-dokumentarna televizijska emisija koju od 1976. proizvodi i emitira Hrvatska radiotelevizija. Jedna je to od najdugovječnijih emisija Hrvatske radiotelevizije: tijekom proteklih 40 godina emitirano je više od 13 850 epizoda, a emisija je samo četiri puta mijenjala vizualni i glazbeni identitet. Danas ekipu TV kalendara čini devetero ljudi: novinari, realizatorice, producentica, glazbeni urednik i urednik emisije.

## Povijest
Na poticaj Žarka Božića, negdašnjega direktora Televizije Zagreb, TV kalendar su pokrenuli i punih 35 godina uređivali Obrad Kosovac i Vladimir Fučijaš. Prvu epizodu TV kalendara emitirala je 3. siječnja 1976. Televizija Zagreb (tada dijelom Jugoslavenske radiotelevizije), a izvorni koncept dnevnih 10 minuta godišnjaka – obljetnice važnih povijesnih događaja te obljetnice rođenja i smrti značajnih državnika, znanstvenika, književnika, umjetnika, sportaša i ostalih po nečemu za civilizaciju zaslužnih ljudi – zadržao se gotovo nepromijenjen tijekom posljednjih četiriju desetljeća emitiranja.
Prvi suradnici emisije bili su Pavao Cindrić, dobar poznavatelj zagrebačke povijesti, i Matko Peić, svestrani stručnjak za likovnu umjetnost. Poslije se širio krug suradnika, ali jezgru redakcije uvijek je činilo samo nekoliko ljudi. Od početka su osnovni kriterij uređivanja bile važnije obljetnice iz hrvatske i svjetske povijesti, a geslo emisije Podsjetnik onima koji znaju, a putokaz onima koji žele znati više. Najpopularnija rubrika TV kalendara je "Nepoznato o poznatom" u kojoj ta popularna emisija donosi neke manje poznate zanimljive događaje.
Od 1976. do 1986. TV kalendar su zajednički uređivali Obrad Kosovac i Vladimir Fučijaš: Fučijaš je 1986. postao jedini urednik do umirovljenja 2001., kada se Kosovac vratio na položaj urednika. Redoviti glas u emisiji bio je Branko Uvodić. Kosovac je umirovljen 1. siječnja 2011., a naslijedio ga je povjesničar Vladimir Brnardić. Tih godina novinarka TV kalendara bila je hrvatska ratna izvjestiteljica Nada Prkačin.

## O emisiji
Emisija TV kalendar često je istraživala i otkrivala zatajene događaje i prva prikazivala mnoge manje poznate filmske dokumente. Primjerice, ekipa emisije u Švedskoj je snimila najstarije hrvatske zastave iz Tridesetogodišnjega rata. Otkrila je i prve hrvatske pilote, Viktora Klobučara i Dragutina Novaka te pronašla podatak da je prvi govor na hrvatskome jeziku u Saboru održan 1809., a ne 1832., kako se dotad tvrdilo. S ekrana se mogao čuti glas znamenitoga hrvatskog pjevača Josipa Kašmana iz 1895. i mogao vidjeti najstariji sačuvani film snimljen u Hrvatskoj još potkraj 19. stoljeća "Manevri austro-ugarske mornarice". Emisija je također podsjetila na neobičan susret francuskoga cara Napoleona i maloga Josipa Jelačića, budućega hrvatskog bana.
Zanimljivo je da uredništvu emisije u povijesnim istraživanjima pomažu i gledatelji koji redakciji otkrivaju nepoznate događaje i ljudske sudbine, poput onih američkih junaka hrvatskoga podrijetla Louisa Cukele i Petra Hercega Tomića ili zaboravljenih umjetnica Drage Hauptfeld i Mije Čorak Slavenske.
TV kalendar dobio je 1979. nagradu Zlatno pero Društva novinara Hrvatske, ali i mnoge komplimente, pa su ga često nazivali Mali div od 10 minuta ili Najdraži profesor povijesti. Posebno se naglašavalo bogatstvo sadržaja i filmskoga materijala. 

## Vanjske poveznice
- Službene mrežne stranice HRT-a